# Robert Reimann
Robert Reimann (Wölflinswil, 17 december 1911 - 28 augustus 1987) was een Zwitsers ontwerper, bestuurder en politicus voor de Christendemocratische Volkspartij (CVP/PDC) uit het kanton Aargau.

## Biografie

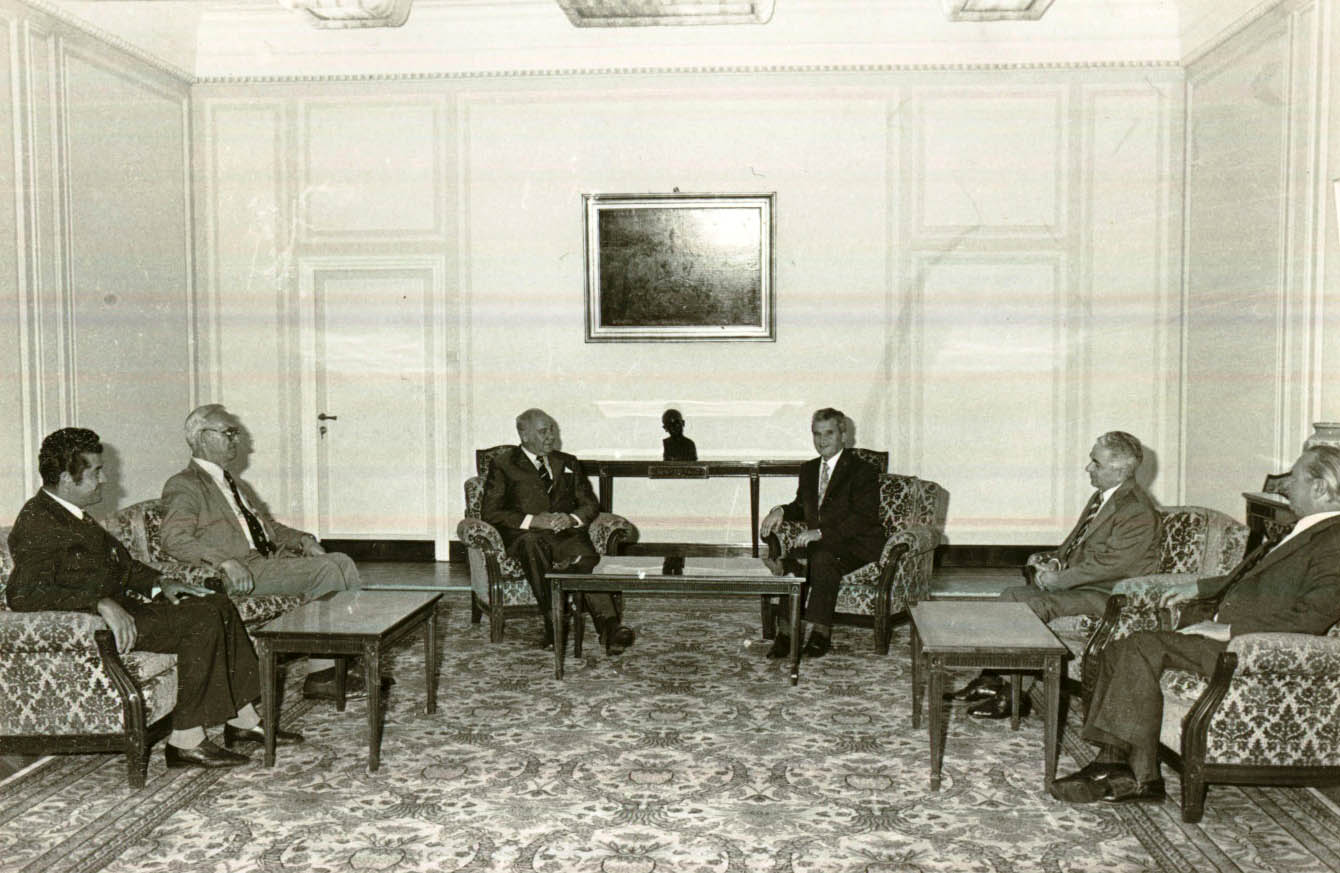
Robert Reimann (tweede van links) als voorzitter van de Kantonsraad bij Nicolae Ceaușescu (derde van rechts), 31 augustus 1978.

### Ontwerper
Robert Reimann was een zoon van Josef Reimann en van Anna Maria Schmid. In 1939 huwde hij Maria Rosa Reimann. Van 1928 tot 1932 was hij bij Brown, Boveri & Cie. in Baden in de leer als machine-ontwerper. Later werd hij hoofd van de afdeling hoogspanningsapparatuur en was hij van 1970 tot 1976 verantwoordelijk voor het aansturen van het toezichthoudend personeel.

### Politicus
Van 1933 tot 1935 was Robert Reimann lid van het gemeentebestuur van Wölflinswil. Vervolgens was hij er van 1935 tot 1937 deeltijds gemeentesecretaris en van 1937 tot 1961 burgemeester. Van 1941 tot 1965 zetelde hij in de Grote Raad van Aargau, waarvan hij van 1961 tot 1962 voorzitter was. Tussen 1961 en 1972 was hij voorzitter van de kantonnale afdeling van zijn partij.
Van 5 december 1955 tot 1 december 1963 was hij lid van de Nationale Raad, om vervolgens van 2 december 1963 tot 25 november 1979 te zetelen in de Kantonsraad, waarvan hij van 28 november 1977 tot 27 november 1978 voorzitter was. Daarmee was hij de eerste verkozene in de Kantonsraad van zijn partij uit het kanton Aargau. Hij interesseerde zich in vorming, onderzoek, technologie en industrie, maar ook in maatschappelijke vraagstukken.

### Bestuurder
Reimann was lid van de onderzoeksraad van het Zwitsers Nationaal Onderzoeksfonds, evenals van verschillende commissies (buitenlands economisch beleid, nucleair onderzoek). Hij was tussen 1976 en 1984 tevens voorzitter van de Zwitserse Unie van Raiffeisenbanken.

### Overlijden
Reimann overleed in 1987 tijdens een wandeling.